# Eduard Caudella
Eduard Caudella (1841-1924) fue un compositor, profesor y violinista rumano.

## Biografía
Nacido en Iași el 22 de mayojul./ 3 de junio de 1841greg., estudió en Berlín con Hubert Ries y en París con Massart y Vieuxtemps. Después de numerosos conciertos en ciudades europeas, regresó a Rumania en 1861, donde comenzó a impartir clases en el conservatorio de Iași y al mismo tiempo ocupó el cargo de director de orquesta en el teatro nacional de dicha ciudad, puesto que ocupó durante catorce años.
Nombrado en 1893 director del conservatorio de Iaşi e impartiendo clases de violín de ahí en adelante, Caudella publicó numerosas composiciones musicales, entre otras las operetas Olteanca, en colaboración con Otremba, Fata razaşului (1881), Hatmanul Băltag (1883) y Beizadea Epaminonda (1884), además de Dorman sau Românii si Dacii en colaboración con Otremba (1885) y la ópera  Petru Rareş (1889). También compuso una gran cantidad de valses, polcas, romances, fantasías para violín y piano. Falleció el 15 de abril de 1924 y fue enterrado en el cementerio Eternitatea de Iași.